# Lijst van voetbalinterlands Azerbeidzjan - Moldavië
Deze lijst van voetbalinterlands is een overzicht van alle officiële voetbalwedstrijden tussen de nationale teams van Azerbeidzjan en Moldavië. De voormalige Sovjet-republieken speelden tot op heden twaalf keer tegen elkaar. De eerste ontmoeting, een vriendschappelijke wedstrijd, werd gespeeld in Chisinau op 2 september 1994. Het laatste duel, eveneens een vriendschappelijke wedstrijd, vond plaats op 16 november 2022 in de Moldavische hoofdstad.

## Wedstrijden
| №  | Plaats     | Datum            | Competitie           | Wedstrijd               | Uitslag |
| -- | ---------- | ---------------- | -------------------- | ----------------------- | ------- |
| 1  | Chisinau   | 2 september 1994 | Vriendschappelijk    | Moldavië – Azerbeidzjan | 2 – 1   |
| 2  | Bakoe      | 22 maart 1998    | Vriendschappelijk    | Azerbeidzjan – Moldavië | 1 – 0   |
| 3  | Bakoe      | 24 maart 2001    | WK 2002 kwalificatie | Azerbeidzjan – Moldavië | 0 – 0   |
| 4  | Chisinau   | 1 september 2001 | WK 2002 kwalificatie | Moldavië – Azerbeidzjan | 2 – 0   |
| 5  | Chisinau   | 31 maart 2004    | Vriendschappelijk    | Moldavië – Azerbeidzjan | 2 – 1   |
| 6  | Bakoe      | 9 februari 2005  | Vriendschappelijk    | Azerbeidzjan – Moldavië | 0 – 0   |
| 7  | Chisinau   | 18 mei 2006      | Vriendschappelijk    | Moldavië – Azerbeidzjan | 0 – 0   |
| 8  | Seekirchen | 26 mei 2010      | Vriendschappelijk    | Moldavië – Azerbeidzjan | 1 – 1   |
| 9  | Bakoe      | 17 november 2015 | Vriendschappelijk    | Azerbeidzjan – Moldavië | 2 – 1   |
| 10 | Aksu       | 30 januari 2018  | Vriendschappelijk    | Azerbeidzjan − Moldavië | 0 − 0   |
| 11 | Chisinau   | 6 juni 2021      | Vriendschappelijk    | Moldavië − Azerbeidzjan | 1 − 0   |
| 12 | Chisinau   | 16 november 2022 | Vriendschappelijk    | Moldavië − Azerbeidzjan | 1 − 2   |

## Samenvatting
| Competitie        | Totaal gespeeld | Winst Azerbeidzjan | Gelijk | Winst Moldavië | Doelsaldo Azerbeidzjan – Moldavië |
| ----------------- | --------------- | ------------------ | ------ | -------------- | --------------------------------- |
| WK-kwalificatie   | 2               | 0                  | 1      | 1              | 0 − 2                             |
| Vriendschappelijk | 10              | 3                  | 4      | 3              | 8 − 8                             |
| Totaal            | 12              | 3                  | 5      | 4              | 8 − 10                            |

Wedstrijden bepaald door strafschoppen worden, in lijn met de FIFA, als een gelijkspel gerekend.

## Details

### Eerste ontmoeting
| Moldavië                                    | 2 – 1 | Azerbeidzjan        |
| Serghei Clescenco 10' Serghei Clescenco 41' | goals | 83' Samir Alekperov |

### Tweede ontmoeting
| Azerbeidzjan       | 1 – 0 | Moldavië |
| Yunis Huseynov 48' | goals |          |

### Derde ontmoeting
| Azerbeidzjan | 0 – 0 | Moldavië |
|              | goals |          |

### Vierde ontmoeting
| Moldavië                                    | 2 – 0 | Azerbeidzjan |
| Serghei Clescenco 14' Serghei Covalciuc 85' | goals |              |

### Vijfde ontmoeting
| Moldavië                                 | 2 – 1 | Azerbeidzjan        |
| Serghei Dadu 40' (pen.) Serghei Dadu 86' | goals | 20' Gurban Gurbanov |

### Zesde ontmoeting
| Azerbeidzjan | 0 – 0 | Moldavië |
|              | goals |          |

### Zevende ontmoeting
| Moldavië | 0 – 0 | Azerbeidzjan |
|          | goals |              |

### Achtste ontmoeting
| Moldavië            | 1 – 1 | Azerbeidzjan       |
| Andrei Cojocari 81' | goals | 21' Elvin Mammadov |